# Ivanhoe (Kalifornia)
Ivanhoe – jednostka osadnicza w Stanach Zjednoczonych, w stanie Kalifornia, w hrabstwie Tulare.